# IAR-330

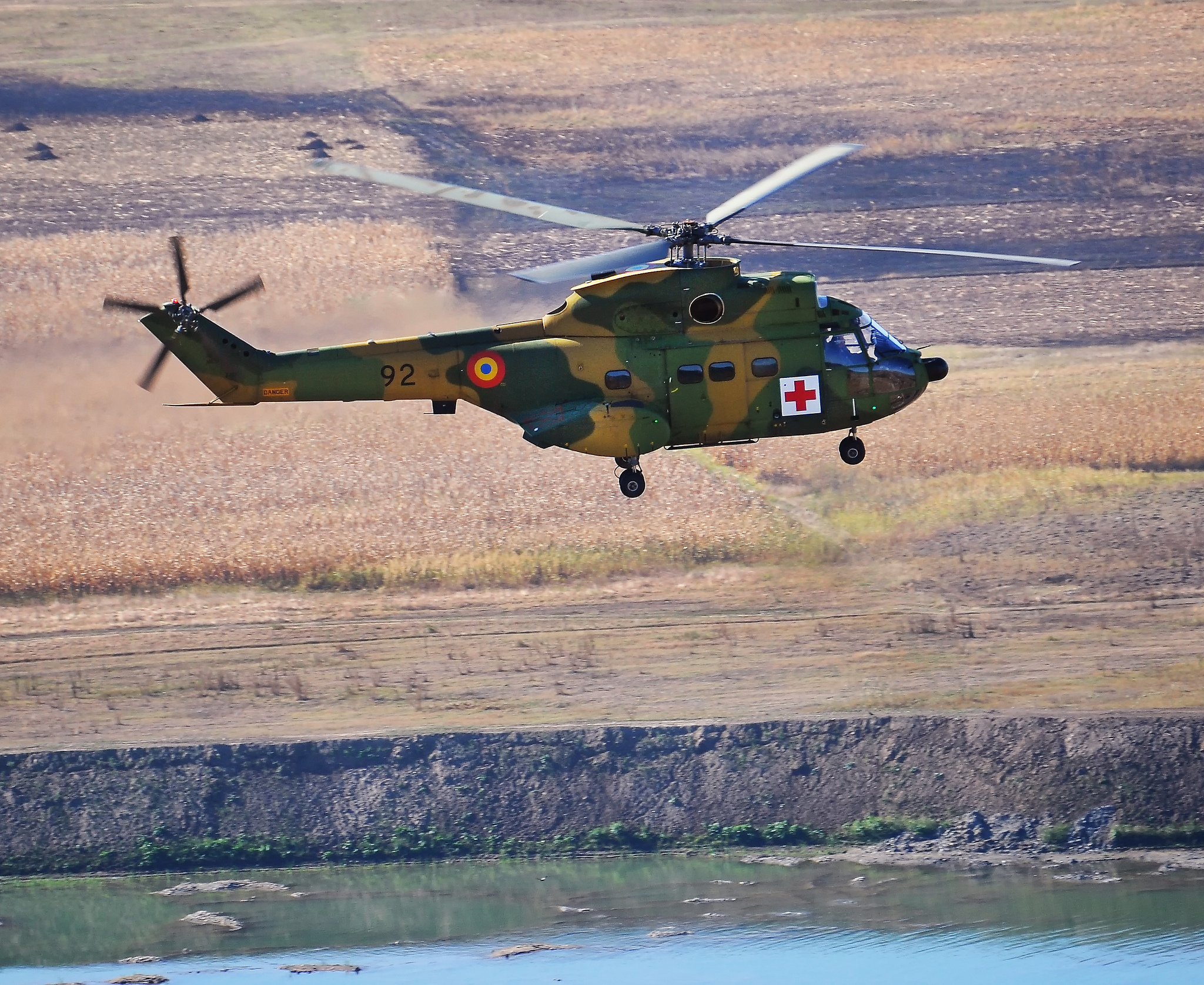
MEDEVAC IAR 330M Puma.

프랑스의 아에로스파시알 SA 330 퓌마 헬기를 루마니아(Romanian)가 Braşov인근의 IAR Ghimbav공장에서 1997년부터 면허생산된 헬기로 비슷하게 닮은 수리온보다 먼저 생산된 형뻘이지만 이륙중량은 수리온보다 낮다. (루마니아의 IAR 330 Puma 헬기)

## 생산대수
163대 이상이 제작되어 104대는 루마니아군에 공급되었고 57대는 Pakistan, Ivory Coast, United Arab Emirates, Sudan, Ecuador등에 수출되었다.
소량 생산된 IAR-330 SAR (search and rescue)형은 루마니아 해군에서 프리깃함에 탑재하여 수색구조, 의료수송및 해상초계 임무등에 투입 운용되고 있는 버전으로 메인로터 수동폴딩 기능과 비상시 수상 착수용 플로터를 장착하고 있다.
IAR-330 Puma가 공격형 헬기로 업그레이드 된 IAR-330L Socat 버전이 25대 생산되었다.

## 기술제원 및 성능
- 엔진 : 루마니아가 제작한 2기의 TURMO IV B 터보샤프트엔진
- 출력 : 2x1400hp
- 기장: 15.0 m (49 ft 2 in)
- 기고: 4.6 m (15 ft 1 in)
- 기폭: 3.38 m (11 ft 1 in)
- 로터직경: 16.2 m (53 ft 1 in)
- 자중: 3,615 kg (7,970 lb)
- 최대이륙중량: 7,400 kg (16,300 lb)
- 최대속도: 263 km/h (164 miles)
- 항속거리: 550 km (342 miles)
- 상승고도: 4800 m (15,750 ft)

## 무장
- 동체측면에 보조익을 장착 하드포인트 4기
- 2 x 23mm 단총신 NR-23 기관총 포드를 기수 양측면에 장착, 포탄 400발
- LPR 57 (UB-16-57) 무유도 로켓발사기를 4개의 하드포인트에 장비가능
- Malyutka 유선유도 ATGM 발사레일 4기를 하드포인트에 장비가능한데 시험비행만 실시
- 2 x 12.7mm 도어마운트 DShKM 기관총 - 통상 1문만 장착
- 50 혹은 100 kg 자유낙하폭탄을 4개의 하드포인트에 장비가능한데 시험비행만 실시

### Puma SOCAT 헬기
- GIAT사제 THL20 20mm chain gun (chin mounted)을 기수마운트에 장착 (총탄 850발 포함)
- LPR 57 (UB-16-57) 무유도로켓발사기는 내측하드포인트에 장비
- 8 Rafael Spike-ER 대전차미사일을 외측 하드포이트에 장착
- Nexter (구 GIAT) 제 NC 621 20mm 건포드를 외부하드포인트에 장착가능한데 시험비행만 실시 (총탄 180발 포함)

## 유사헬기
- 유로콥터 EC725
- 유로콥터 쿠거
- 아구스타웨스트랜드 AW-149
- 아에로스파시알 SA 330 퓌마

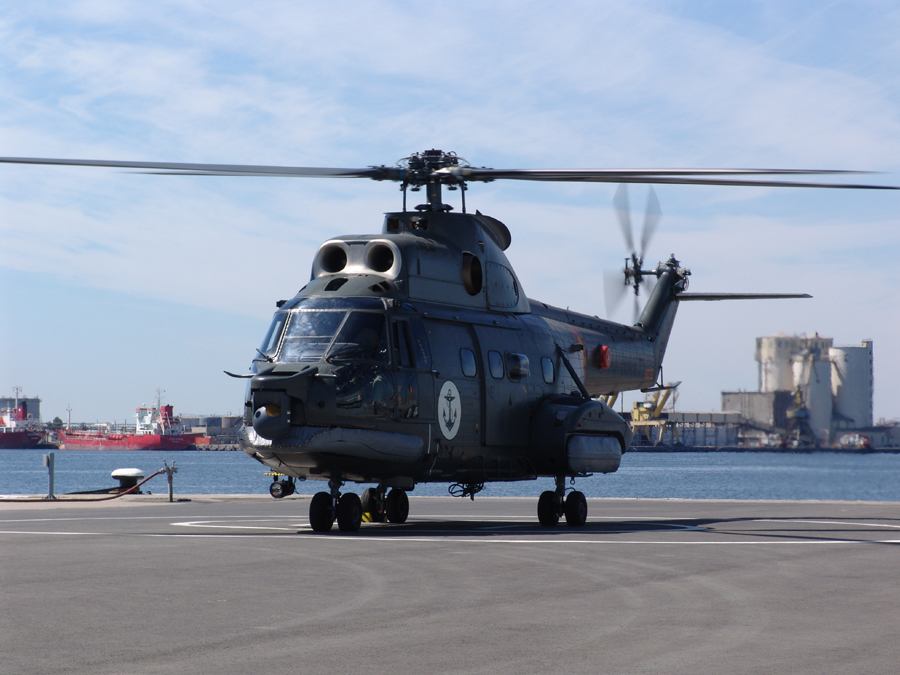
IAR 330 Puma NAVAL variant.

- 수리온 : 유로콥터와 합작 개발한 한국형 기동 헬기인 수리온은 AS-532 UC/AC 쿠거의 숏바디 버전이 원형이다. (최대 이륙중량 8.7톤 - 승무원4 무장 9명)
- 유로콥터 AS332
- IAR-330 SAR (search and rescue)형 : 루마니아 해군에서 프리깃함에 탑재하여 수색구조, 의료수송및 해상초계 임무등에 투입 운용되고 있는 버전으로 비상시 수상 착수용 플로터를 장착하고 있다.(루마니아 해군의 IAR-330 Puma Naval 함재 헬기)
- IAR-330L Socat : IAR-330 Puma가 공격형 헬기로 업그레이드 된 버전이 25대 있다.

## 도입운용 국가
- 에콰도르
- 코트디부아르
- 파키스탄
- 루마니아 : 공군과 해군
- 수단
- 아랍에미리트

## 같이 보기
- 아에로스파시알 SA 330 퓌마
- 유로콥터 AS532 쿠거
- 유로콥터 AS332